# Frauenrechte in Belgien

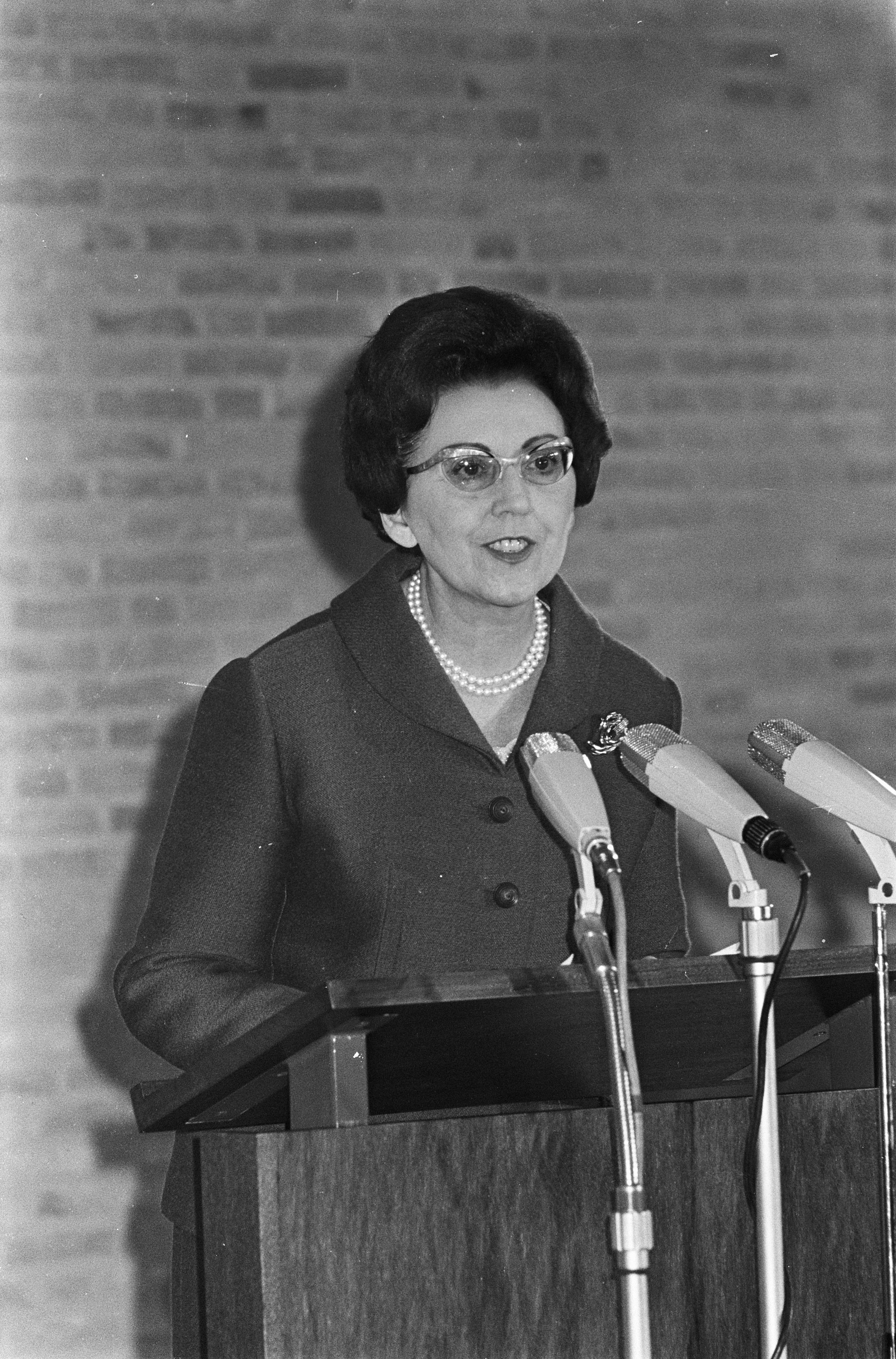
Marguerite De Riemaecker-Legot, die erste Ministerin Belgiens (Familien- und Wohnungsbauministerin 1965 bis 1968)

Ende des 19. Jahrhunderts war die belgische Gesellschaft durch ein patriarchalisches System charakterisiert, in dem die naturgegebene Rolle der Frau angeblich die einer Ehefrau und Mutter war. Die Frauen konzentrierten sich anfangs nicht auf die Durchsetzung des Frauenwahlrechts, sondern versuchten, Verbesserungen im Bildungssektor und bei den Bürgerrechten für Frauen zu erreichen. Das Frauenwahlrecht wurde erst 1948 eingeführt. Belgien schreibt jedoch seit 1994 als erstes Land Europas und als zweites Land weltweit Geschlechterquoten in der Politik gesetzlich vor und ist damit sehr erfolgreich.

## Rechte im Bildungsbereich und im Arbeitsleben
Ende des 19. Jahrhunderts waren die belgischen Frauen auf die Rolle der Ehefrau und Mutter festgelegt und in Bildung und dem Zugang zum Arbeitsmarkt stark eingeschränkt. Dies war der Auslöser für die Entstehung einer Frauenbewegung.
1880 hatte die Université libre de Bruxelles als erste belgische Hochschule Frauen zum Studium zugelassen. 1888 legte Marie Popelin dort ihr Juraexamen ab, durfte aber nicht als Anwältin praktizieren; ein Gericht stellte fest, dass sie als Frau auf diesen Beruf nicht vorbereitet sei. Marie Popelin gründete daraufhin zusammen mit anderen Frauen 1905 den Conseil National des Femmes (Belgische Liga für Frauenrechte), um übergeordnete Strukturen für bereits existierende Frauenorganisationen zu schaffen.
Seit der Mitte des 19. Jahrhunderts war zwar der Schulbesuch für Jungen vorgeschrieben, aber die Beschulung von Mädchen war sehr lückenhaft, vor allem, weil es nur wenige Einrichtungen dafür gab. Zwar war schon 1864 eine Sekundarschule für Mädchen gegründet worden und ein Jahr darauf eine technische Schule; aber erst 1892 wurde für Mädchen ein Vorbereitungskurs für den Zugang zur Universität eingerichtet, und erst 1914 wurde der Schulbesuch auch für Mädchen verpflichtend.
Erst Ende des 19. Jahrhunderts erhielten Frauen nach und nach Zugang zu einer Reihe von Berufen: Seit 1890 konnten sie Ärztinnen und Apothekerinnen werden, und 1922, lange nach Marie Popelins Tod, auch Anwältinnen; doch erst 1948 erhielten sie den uneingeschränkten Zugang zum Richteramt.
Auch nach der Einführung des Frauenwahlrechts 1948 hatte sich die gesellschaftliche Situation von Frauen allerdings nicht wesentlich verbessert: Der Kampf um die Emanzipation vor allem der verheirateten Frauen und die Durchsetzung von Chancengerechtigkeit auf dem Arbeitsmarkt wurden erst in der zweiten Hälfte des 20. Jahrhunderts geführt. Vorher hatten sich lediglich Fortschritte im Bildungsbereich durchsetzen lassen.

## Bürgerrechte
Die belgische Gesetzgebung war stark vom Code Napoléon beeinflusst und stellte Frauen auf eine Stufe mit Kindern und Behinderten. Verheiratete Frauen standen unter der Vormundschaft ihrer Ehemänner: Er traf alle Entscheidungen, die die Kinder, das Vermögen und die Ehe betrafen, entschied aber auch über das Vermögen seiner Ehefrau und ihr Tun und Lassen. Die Frauenbewegung setzte sich hier für Verbesserungen ein und erreichte, dass 1900 Frauen das Recht erhielten, Geld zu sparen; dies war von Bedeutung, weil sie dadurch berechtigt war, ihren Lohn bis zu einer gewissen Summe selbst zu erhalten. Aber erst 1932 durften Frauen über ihren gesamten Arbeitslohn verfügen.
Ab 1922 durften Frauen Geldgeschäfte tätigen und ab 1928 erhielten sie ihre Rente selbst. Jedoch blieb es verheirateten Frauen bis 1976 verwehrt, ihr persönliches Eigentum mit Ausnahme ihres Arbeitslohns selbst verwalten zu dürfen. Obwohl bereits 1958 die rechtliche Gleichstellung von Ehefrauen und Ehemännern gesetzlich niedergelegt worden war, erhielten Ehefrauen erst 1976 das Recht, gemeinsam mit ihrem Mann über das gemeinsame Eigentum zu entscheiden.
Zwar durften nach 1905 Frauen ihre eigenen Ersparnisse verwalten und bei Gericht als Zeuginnen auftreten, doch waren die Fortschritte in Richtung auf eine Gleichstellung gering. Ab 1908 war es Frauen möglich, Vormundschaften zu übernehmen. Aber es dauerte bis 1978, bis Ehefrauen bei der Erziehung gemeinsamer Kinder mit ihren Männern gleichberechtigt waren, und erst 1969 wurden Klauseln in Arbeitsverträgen verboten, die es ermöglichten, verheirateten oder schwangeren Frauen zu kündigen.
1944 wurde ein Sozialversicherungssystem eingeführt, doch die Arbeitslosenregelungen von 1945 und 1963 sahen für Frauen, sogar wenn sie alleinerziehend waren, geringere Arbeitslosenunterstützungszahlungen vor als für Männer. Erst 1971 wurde diese Ungleichheit beseitigt. 1921 wurde zwar festgelegt, dass Lehrerinnen dasselbe Gehalt bekommen müssten wie Lehrer, doch in der Realität war gleiche Bezahlung eher die Ausnahme als die Regel.

### Frauenwahlrecht
Erst 1948 wurde in Belgien ein unbeschränktes Frauenwahlrecht eingeführt.

### Frauenquote in der Politik seit 1994
Nach der Einführung des Frauenwahlrechts blieb die Beteiligung von Frauen am politischen Leben vier Jahrzehnte lang schwach ausgeprägt. Marguerite De Riemaecker-Legot, die erste Ministerin Belgiens, führte von 1965 bis 1968 das Familien- und Wohnungsbauministerium. Bis Mitte der 1990er Jahre gingen nur zehn Prozent der Mandate an Frauen.
Belgische Feministinnen setzten sich deshalb für Geschlechterquoten in der Politik ein. Diese wurde in Belgien als erstem europäischem Land und als zweitem Land weltweit eingeführt. Diese Maßnahme basiert auf der Veränderung der belgischen Gesellschaft: Traditionelle gesellschaftliche Gruppierungen verlieren an Gewicht, und mehr und mehr wird eine ausgewogene Vertretung von Schlüsselgruppen in politischen Machtpositionen befürwortet, mag es sich nun Gruppen mit gemeinsamer Sprache, gemeinsamer ideologischer Ausrichtung oder gleichem Geschlecht handeln.
1994 legte das Smet-Tobback-Gesetz fest, dass auf den Wahlvorschlagslisten nur zwei Drittel der Vorgeschlagenen demselben Geschlecht angehören durften. Das Gesetz wurde zweimal angewendet, nämlich 1999 bei den Europawahlen und den Wahlen auf nationaler und regionaler Ebene, und 2000 bei den Kommunalwahlen und den Wahlen in den Regionen. Kritisiert wurde es zum einen wegen seiner Unzulänglichkeit, weil es nicht dafür sorge, dass Frauen auf den chancenreichen vorderen Plätzen aufgeführt wurden. Zum anderen wurde eingewendet, es sei ungerecht, weil es nicht auf dem Gleichheitsprinzip basiere. 2002 wurde in einem neuen Gesetz von den Parteien verlangt, gleich viele Frauen und Männer auf den Listen zu nennen. Außerdem müssen die Kandidaten auf den Listenplätzen eins und zwei verschiedenen Geschlechtern angehören. Für die Kommunalwahlen und Provinzwahlen wurden diese Regelungen übernommen.
Seit 1994 hat sich nun die Zahl der politisch aktiven Frauen beträchtlich erhöht, was häufig auf die Einführung der Frauenquote zurückgeführt wird. Diese sichert zwar Frauen Plätze auf den Wahlvorschlagslisten, garantiert aber nicht, dass sie auch tatsächlich politische Ämter erhalten würden. Von großem Einfluss waren zwei andere Faktoren: Zum einen wurden die Wahlkreise vergrößert, was den Frauen zugutekam. Zum anderen fand ein Bewusstseinswandel bei den männlichen politischen Eliten statt: Weil die Frauen große internationale Unterstützung erhielten, galt es mehr und mehr als politisch inkorrekt, Frauen keine besseren Positionen im politischen Leben zu ermöglichen. Nach den Wahlen 2010 saßen im Repräsentantenhaus 39 Prozent Frauen und im Senat 43 Prozent, bei den Kommunal- und Regionalwahlen ergaben sich ähnliche Zahlen. Damit zählt Belgien zu den Ländern mit den meisten Frauen im Parlament.